# Борха, Энрике
Энрике Давид Борха Гарсия (исп. Enrique David Borja García; 12 декабря 1945, Мехико) — мексиканский футболист, нападающий. После завершения игровой карьеры работал футбольным функционером.

## Карьера
Энрике Борха родился в семье торговца быками для корриды. Он начал играть в футбол в девять лет. В возрасте 17 лет футболист стал частью команды, выигравшей  VII Национальные игры, проходившие в Сан-Луис-Потоси. Во время турнира Борха подписал договор с клубом «УНАМ Пумас», где стал играть за молодёжный состав. В 1964 году он дебютировал в основе клуба в матче с «Сапатеком» и в первых семи матчах забил пять голов. Со следующего сезона он стал твёрдым игроком стартового состава команды, забив 12 голов. В 1968 году «Пумас» занял второе место, наивысшее для него, при нахождении в их составе Энрике. В 1969 году Борха был куплен клубом «Америка», при этом это произошло без согласования самого нападающего. Энрике отказался играть за клуб, и уступил лишь после очень долгих переговоров с «Америкой». В этом клубе футболист сформировал дуэт нападения с чилийцем Карлосом Рейносо, из-за чего стала крылатой и часто употребимой фраза: «Пас Рейносо, гол Борха». Три года подряд Энрике становился лучшим бомбардиром чемпионата, а также привёл клуб к двум выигрышам чемпионата Мексики, Кубок Мексики и чемпионат чемпионов Мексики. 29 июля 1977 года Борха последний раз вышел на поле, в прощальном матче, где «Америка» играла с «Пумасом» и победила со счётом 4:2, а сам нападающий забил два гола.
Энрике Борха впервые попал в состав сборной Мексики в 1966 году. За два с половиной месяца до начала чемпионатата мира он был приглашён на товарищеский матч в котором национальной команде противостоял клуб «Гвадалахара». Борха забил два гола во встрече, а Мексика победила со счётом 3:0. Энрике был включён в состав команды на турнир, где забил в первой же игре, поразив ворота Франции. Этот гол остался единственным, забитыми мексиканцами на первенстве, а команда осталась третьей в своей группе и выбыла из дальнейшего розыгрыша соревнования. В 1970 году Борха был вызван в состав национальной сборной для участия в чемпионате мира. При этом он ехал туда в качестве резервного нападающего. Он не сыграл в первой встрече против сборной СССР и третьей против Бельгии, а также провёл лишь один тайм в матче с Сальвадором. В четвертьфинальной игре с Италией Борха вышел на поле на 69 минуте встречи, когда Мексика уже проигрывала. Осенью 1973 года Борха поехал на чемпионат наций КОНКАКАФ, являвшийся частью отборочного турнира чемпионата мира. Он сыграл первый матч против Гватемалы, завершийшийся нулевой ничьей. А потом пропустил три матча, когда национальная команды потеряла шансы на выход на мировое первенство. В последней игре против США Борха вышел на поле и забил единственный в матче гол. 24 августа 1975 года Энрике сыграл последний матч за сборную, где его команда обыграла США, а сам футболист, выйдя на замену на 30 минуте встречи вместо Орасио Лопеса Сальгадо, забил один из мячей своей команды, поразив ворота соперника на 44 минут встречи.
Завершив игровую карьеру, Борха стал работать в футболе, в частности был президентом клуба «Некакса» и УАНЛ Тигрес. А с 1998 по 2000 год являлся президентом Федерации футбола Мексики. Помимо этого, он работал помощником Эмилио Азкарраги Мильмо, исполнительного президента Televisa, работал телекомментатором и телеведущим на чемпионатах мира по футболу в Аргентине в 1978 году, Мексике в 1986 году и Германии в 2006 году. Трудился советником Национального совета по рекламе, являлся партнёром-основателем фирмы Proeza Publicidad y Asociados. С 1985 года являлся вице-президентом Совета Специальной Олимпиады Мексики, был президентом Комиссии национальных сборных Федерации футбола Мексики. Борха являлся членом Организационного комитета ФИФА на чемпионате мира по футболу 2002.
В ноябре 2011 года Энрике был введён в Зал Славы мексиканского футбола.

## Статистика

### Клубная
| Сезон     | Клуб             | Лига    | Чемпионат | Чемпионат | Кубок | Кубок | Междун. | Междун. | Прочие | Прочие |
| Сезон     | Клуб             | Лига    | Игры      | Голы      | Игры  | Голы  | Игры    | Голы    | Игры   | Голы   |
| --------- | ---------------- | ------- | --------- | --------- | ----- | ----- | ------- | ------- | ------ | ------ |
| 1964/1965 | УНАМ Пумас       | Примера | ?         | 5         | ?     | 3     | ?       | 0       | ?      | 0      |
| 1965/1966 | УНАМ Пумас       | Примера | ?         | 12        | ?     | 0     | ?       | 1       | ?      | 0      |
| 1966/1967 | УНАМ Пумас       | Примера | ?         | 17        | ?     | 0     | ?       | 0       | ?      | 0      |
| 1967/1968 | УНАМ Пумас       | Примера | ?         | 14        | ?     | 0     | ?       | 9       | ?      | 0      |
| 1968/1969 | УНАМ Пумас       | Примера | ?         | 21        | ?     | 0     | ?       | 0       | ?      | 0      |
| 1970      | Америка (Мехико) | Примера | ?         | 2         | ?     | 0     | ?       | 0       | ?      | 0      |
| 1970/1971 | Америка (Мехико) | Примера | ?         | 20        | ?     | 0     | ?       | 0       | ?      | 0      |
| 1971/1972 | Америка (Мехико) | Примера | ?         | 26        | ?     | 0     | ?       | 1       | ?      | 0      |
| 1972/1973 | Америка (Мехико) | Примера | ?         | 24        | ?     | 0     | ?       | 0       | ?      | 0      |
| 1973/1974 | Америка (Мехико) | Примера | ?         | 4         | ?     | 0     | ?       | 1       | ?      | 0      |
| 1974/1975 | Америка (Мехико) | Примера | ?         | 12        | ?     | 3     | ?       | 0       | ?      | 0      |
| 1975/1976 | Америка (Мехико) | Примера | ?         | 2         | ?     | 1     | ?       | 0       | ?      | 0      |
| 1976/1977 | Америка (Мехико) | Примера | ?         | 3         | ?     | 0     | ?       | 0       | ?      | 0      |

### Международная
| Матчи Энрике Борхи за сборную Мексики | Матчи Энрике Борхи за сборную Мексики | Матчи Энрике Борхи за сборную Мексики | Матчи Энрике Борхи за сборную Мексики | Матчи Энрике Борхи за сборную Мексики | Матчи Энрике Борхи за сборную Мексики | Матчи Энрике Борхи за сборную Мексики |
| ------------------------------------- | ------------------------------------- | ------------------------------------- | ------------------------------------- | ------------------------------------- | ------------------------------------- | ------------------------------------- |
| №                                     | Дата                                  | Место проведения                      | Оппонент                              | Счёт                                  | Голы                                  | Турнир                                |
| 1                                     | 3 апреля 1966                         | Мехико                                | Гвадалахара                           | 3:0                                   | 2                                     | Товарищеский матч                     |
| 2                                     | 11 мая 1966                           | Мехико                                | Чили                                  | 1:0                                   | 1                                     | Товарищеский матч                     |
| 3                                     | 13 июля 1966                          | Лондон                                | Франция                               | 1:1                                   | 1                                     | Чемпионат мира                        |
| 4                                     | 16 июля 1966                          | Лондон                                | Англия                                | 0:2                                   | —                                     | Чемпионат мира                        |
| 5                                     | 16 июля 1966                          | Лондон                                | Уругвай                               | 0:0                                   | —                                     | Чемпионат мира                        |
| 6                                     | 5 января 1967                         | Мехико                                | Швейцария                             | 3:0                                   | 2                                     | Товарищеский матч                     |
| 7                                     | 28 мая 1967                           | Ленинград                             | СССР                                  | 0:2                                   | —                                     | Товарищеский матч                     |
| 8                                     | 22 июня 1967                          | Мехико                                | Болонья                               | 1:2                                   | —                                     | Товарищеский матч                     |
| 9                                     | 26 июня 1967                          | Мехико                                | Эспаньол                              | 3:0                                   | 1                                     | Товарищеский матч                     |
| 10                                    | 12 июля 1967                          | Будапешт                              | Сборная Будапешта                     | 2:1                                   | 1                                     | Товарищеский матч                     |
| 11                                    | 22 августа 1967                       | Мехико                                | Аргентина                             | 2:1                                   | —                                     | Товарищеский матч                     |
| 12                                    | 6 декабря 1967                        | Мехико                                | Венгрия                               | 2:1                                   | 0                                     | Товарищеский матч                     |
| 13                                    | 8 декабря 1967                        | Гвадалахара                           | Венгрия                               | 0:2                                   | —                                     | Товарищеский матч                     |
| 14                                    | 3 марта 1968                          | Мехико                                | СССР                                  | 0:0                                   | —                                     | Товарищеский матч                     |
| 15                                    | 10 марта 1968                         | Мехико                                | СССР                                  | 0:0                                   | —                                     | Товарищеский матч                     |
| 16                                    | 21 мая 1968                           | Мехико                                | Уругвай                               | 3:3                                   | 1                                     | Товарищеский матч                     |
| 17                                    | 10 июля 1968                          | Рио-де-Жанейро                        | Бразилия                              | 2:1                                   | 2                                     | Товарищеский матч                     |
| 18                                    | 6 октября 1968                        | Пуэбла                                | Чехословакия                          | 1:1                                   | —                                     | Товарищеский матч                     |
| 19                                    | 16 октября 1968                       | Богота                                | Колумбия                              | 1:0                                   | 1                                     | Товарищеский матч                     |
| 20                                    | 20 октября 1968                       | Лима                                  | Перу                                  | 3:3                                   | 1                                     | Товарищеский матч                     |
| 21                                    | 23 октября 1968                       | Сантьяго                              | Чили                                  | 1:3                                   | 1                                     | Товарищеский матч                     |
| 22                                    | 26 октября 1968                       | Монтевидео                            | Уругвай                               | 2:0                                   | 1                                     | Товарищеский матч                     |
| 23                                    | 31 октября 1968                       | Рио-де-Жанейро                        | Бразилия                              | 2:1                                   | —                                     | Товарищеский матч                     |
| 24                                    | 3 ноября 1968                         | Белу-Оризонти                         | Бразилия                              | 1:2                                   | 1                                     | Товарищеский матч                     |
| 25                                    | 22 декабря 1968                       | Мехико                                | ФРГ                                   | 0:0                                   | —                                     | Товарищеский матч                     |
| 26                                    | 1 января 1969                         | Мехико                                | Италия                                | 2:3                                   | 1                                     | Товарищеский матч                     |
| 27                                    | 5 января 1969                         | Мехико                                | Италия                                | 1:1                                   | —                                     | Товарищеский матч                     |
| 28                                    | 22 января 1969                        | Мехико                                | Дания                                 | 3:0                                   | 1                                     | Товарищеский матч                     |
| 29                                    | 6 апреля 1969                         | Лиссабон                              | Португалия                            | 0:0                                   | —                                     | Товарищеский матч                     |
| 30                                    | 10 апреля 1969                        | Люксембург                            | Люксембург                            | 1:2                                   | —                                     | Товарищеский матч                     |
| 31                                    | 16 апреля 1969                        | Брюссель                              | Бельгия                               | 0:2                                   | —                                     | Товарищеский матч                     |
| 32                                    | 23 апреля 1969                        | Севилья                               | Испания                               | 0:0                                   | —                                     | Товарищеский матч                     |
| 33                                    | 1 мая 1969                            | Мальмё                                | Швеция                                | 0:1                                   | —                                     | Товарищеский матч                     |
| 34                                    | 20 мая 1969                           | Мехико                                | Перу                                  | 0:1                                   | —                                     | Товарищеский матч                     |
| 35                                    | 22 мая 1969                           | Леон                                  | Перу                                  | 3:0                                   | 2                                     | Товарищеский матч                     |
| 36                                    | 1 июня 1969                           | Мехико                                | Англия                                | 0:0                                   | —                                     | Товарищеский матч                     |
| 37                                    | 5 ноября 1969                         | Мехико                                | Бельгия                               | 1:0                                   | —                                     | Товарищеский матч                     |
| 38                                    | 18 января 1970                        | Мехико                                | Спартак (Трнава)                      | 4:2                                   | 2                                     | Товарищеский матч                     |
| 39                                    | 15 февраля 1970                       | Мехико                                | Болгария                              | 1:1                                   | —                                     | Товарищеский матч                     |
| 40                                    | 15 марта 1970                         | Мехико                                | Перу                                  | 3:1                                   | —                                     | Товарищеский матч                     |
| 41                                    | 18 марта 1970                         | Леон                                  | Перу                                  | 3:3                                   | 1                                     | Товарищеский матч                     |
| 42                                    | 22 апреля 1970                        | Мехико                                | Румыния-В                             | 3:2                                   | —                                     | Товарищеский матч                     |
| 43                                    | 7 июня 1970                           | Мехико                                | Сальвадор                             | 4:0                                   | —                                     | Чемпионат мира                        |
| 44                                    | 14 июня 1970                          | Толука                                | Италия                                | 1:4                                   | —                                     | Чемпионат мира                        |
| 45                                    | 8 сентября 1971                       | Ганновер                              | ФРГ                                   | 0:5                                   | —                                     | Товарищеский матч                     |
| 46                                    | 11 сентября 1971                      | Касабланка                            | Марокко                               | 1:2                                   | —                                     | Товарищеский матч                     |
| 47                                    | 14 сентября 1971                      | Страсбург                             | Страсбург                             | 1:0                                   | 1                                     | Товарищеский матч                     |
| 48                                    | 18 сентября 1971                      | Лейпциг                               | ГДР                                   | 1:1                                   | 1                                     | Товарищеский матч                     |
| 49                                    | 22 сентября 1971                      | Сараево                               | Югославия                             | 0:4                                   | —                                     | Товарищеский матч                     |
| 50                                    | 25 сентября 1971                      | Генуя                                 | Италия                                | 0:2                                   | —                                     | Товарищеский матч                     |
| 51                                    | 30 сентября 1971                      | Салоники                              | Греция                                | 1:0                                   | 1                                     | Товарищеский матч                     |
| 52                                    | 6 октября 1971                        | Гамильтон                             | Бермуды                               | 2:0                                   | 1                                     | Квалификация чемпионата КОНКАКАФ      |
| 53                                    | 13 октября 1971                       | Мехико                                | Бермуды                               | 4:0                                   | 1                                     | Квалификация чемпионата КОНКАКАФ      |
| 54                                    | 26 января 1972                        | Гвадалахара                           | Чили                                  | 2:0                                   | —                                     | Товарищеский матч                     |
| 55                                    | 5 апреля 1972                         | Мехико                                | Перу                                  | 2:1                                   | 1                                     | Товарищеский матч                     |
| 56                                    | 6 августа 1972                        | Сан-Хосе                              | Коста-Рика                            | 0:1                                   | —                                     | Товарищеский матч                     |
| 57                                    | 9 августа 1972                        | Лима                                  | Перу                                  | 2:3                                   | 1                                     | Товарищеский матч                     |
| 58                                    | 15 августа 1972                       | Сантьяго                              | Чили                                  | 2:0                                   | 1                                     | Товарищеский матч                     |
| 59                                    | 24 августа 1972                       | Торонто                               | Канада                                | 1:0                                   | —                                     | Квалификация чемпионата мира          |
| 60                                    | 3 сентября 1972                       | Мехико                                | США                                   | 3:1                                   | 1                                     | Квалификация чемпионата мира          |
| 61                                    | 6 сентября 1972                       | Мехико                                | Канада                                | 2:1                                   | —                                     | Квалификация чемпионата мира          |
| 62                                    | 8 сентября 1972                       | Нюрнберг                              | Венгрия                               | 0:2                                   | —                                     | Олимпиада                             |
| 63                                    | 10 сентября 1972                      | Лос-Анджелес                          | США                                   | 2:1                                   | —                                     | Квалификация чемпионата мира          |
| 64                                    | 12 октября 1972                       | Мехико                                | Коста-Рика                            | 3:1                                   | 3                                     | Товарищеский матч                     |
| 65                                    | 9 сентября 1973                       | Мехико                                | Гурник (Забже)                        | 2:1                                   | 1                                     | Товарищеский матч                     |
| 66                                    | 6 февраля 1973                        | Мехико                                | Аргентина                             | 2:0                                   | 1                                     | Товарищеский матч                     |
| 67                                    | 5 августа 1973                        | Лос-Анджелес                          | Польша                                | 0:1                                   | —                                     | Товарищеский матч                     |
| 68                                    | 25 сентября 1973                      | Мехико                                | Чакарита Хуниорс                      | 2:2                                   | 1                                     | Товарищеский матч                     |
| 69                                    | 16 октября 1973                       | Мехико                                | США                                   | 2:0                                   | —                                     | Товарищеский матч                     |
| 70                                    | 30 ноября 1973                        | Порт-о-Пренс                          | Гватемала                             | 0:0                                   | —                                     | Чемпионат наций КОНКАКАФ              |
| 71                                    | 30 ноября 1973                        | Порт-о-Пренс                          | Гаити                                 | 1:0                                   | 1                                     | Чемпионат наций КОНКАКАФ              |
| 72                                    | 31 марта 1974                         | Рио-де-Жанейро                        | Бразилия                              | 1:1                                   | —                                     | Товарищеский матч                     |
| 73                                    | 6 августа 1975                        | Монтеррей                             | ГДР                                   | 1:0                                   | —                                     | Товарищеский матч                     |
| 74                                    | 24 августа 1975                       | Мехико                                | США                                   | 2:0                                   | 1                                     | Товарищеский матч                     |

1. ↑  По некоторым источникам Борха забил в этом матче гол, но другие этому противоречат

## Достижения

### Командные
- Чемпион Мексики: 1970/1971, 1975/1976
- Обладатель Кубка Мексики: 1973/1974
- Победитель Чемпионата чемпионов Мексики: 1975/1976

### Личные
- Лучший бомбардир чемпионата Мексики: 1970/1971 (20 голов), 1971/1972 (26 голов), 1972/1973 (24 гола)